# إيفا أندرسون دوبين
إيفا بيرجيتا أندرسون دوبين (من مواليد 1961) طبيبة سويدية وعارضة أزياء سابقة وحاملة لقب ملكة جمال. وهي أيضًا مؤسسة مركز دوبين للثدي في معهد تيش للسرطان في مستشفى ماونت سيناي في مدينة نيويورك. وهي متزوجة من ملياردير صندوق التحوط جلين دوبين. عملت كعارضة أزياء وفازت بلقب ملكة جمال السويد عام 1980.

## التعليم والمهنة الطبية
ولدت في السويد، وحصلت على دبلوم المدرسة الثانوية من مدرسة أوسترابو حيث كانت تدرس الطب وتخرجت الأولى على دفعتها. أثناء دراستها، عملت في مجال عرض الأزياء وفي عام 1980 حصلت على لقب ملكة جمال السويد وحصلت على المركز الرابع في مسابقة ملكة جمال الكون. درست في معهد كارولينسكا في ستوكهولم لمدة ثلاث سنوات ونصف ثم انتقلت إلى كلية الطب بجامعة كاليفورنيا في لوس أنجلوس حيث حصلت على درجة الدكتوراه في الطب عام 1989. ثم أكملت إقامتها في الطب الباطني في مستشفى لينوكس هيل في نيويورك في عام 1990.
تم تشخيص إصابة أندرسون دوبين بسرطان الثدي في عام 2002. في عام 2004 انضمت إلى مجلس أمناء جبل سيناء وبدأت العمل على إنشاء مركز دوبين للثدي في مستشفى جبل سيناء، والذي تم افتتاحه في عام 2011. تبرعت إيفا وزوجها بما يقرب من 19 مليون دولار، وكانا مشاركين في جمع 24 مليون دولار إضافية للمركز، حيث يتم دمج تشخيص وعلاج سرطان الثدي تحت سقف واحد. وفقًا لصحيفة وول ستريت جورنال، فقد ساهمت كمريضة وطبيبة في العديد من جوانب تطوير المركز. اعتبارًا من عام 2018، عالج المركز 180 ألف زيارة للمرضى.

## مهنة فورد في عرض الأزياء
اكتشف جيرارد دبليو فورد، الذي أسس وأدار شركة فورد موديلز مع زوجته إيلين فورد، إيفا أندرسون أثناء سيرها في أحد شوارع مدينة نيويورك. أخذ جيري فورد إيفا أندرسون لمقابلة إيلين فورد وأصبحت أندرسون عارضة أزياء لفورد. في أواخر سبعينيات القرن العشرين، وصفت إيلين فورد المديرة التنفيذية لوكالة عرض الأزياء الأمريكية والمؤسسة المشاركة لشركة فورد موديلز ساقي إيفا أندرسون دوبين على بطاقة عرض الأزياء الخاصة بها بأنها: "ممتازة". وفي وقت لاحق، شاركت إيفا أندرسون في مسابقة ملكة جمال السويد دون علمها، وفازت بلقب ملكة جمال السويد عام 1980. استضافت مهرجان الأغنية السويدية عام 1985، المسابقة الغنائية السنوية التي يتم فيها اختيار المشاركة السويدية لمسابقة الأغنية الأوروبية.

## الحياة الشخصية
إيفا أندرسون كانت على علاقة بجيفري إبستاين. استمرت إيفا أندرسون في "التواصل مع إبستين بعد فترة سجنه" بعد إقرارها بالذنب في عام 2008 بتهمة الولاية (واحدة من اثنتين) وهي توفير فتاة دون سن 18 عامًا للدعارة.
في أوائل تسعينيات القرن العشرين، شوهدت إيفا أندرسون لأول مرة مع زوجها المستقبلي جلين دوبين من خلال صورة عارضة أزياء في قسم الصفحة السادسة في صحيفة نيويورك بوست. تزوج الزوجان في عام 1994 وأنجبا ثلاثة أطفال.

## روابط خارجية
- وثائق المحكمة غير المختومة من قضية جيوفري ضد ماكسويل